# Tramitichromis
Genre
Tramitichromis est un genre de poissons de la famille des Cichlidae.

## Liste des espèces
Selon FishBase (26 janv. 2017) :
- Tramitichromis brevis (Boulenger, 1908)
- Tramitichromis intermedius (Trewavas, 1935)
- Tramitichromis lituris (Trewavas, 1931)
- Tramitichromis trilineata (Trewavas, 1931)
- Tramitichromis variabilis (Trewavas, 1931)